# Issouf Compaoré
Pour les articles homonymes, voir Compaoré.
 (août 2022).
La mise en forme du texte ne suit pas les recommandations de Wikipédia : il faut le « wikifier ».
Les points d'amélioration suivants sont les cas les plus fréquents. Le détail des points à revoir est peut-être précisé sur la page de discussion.
- Les titres sont pré-formatés par le logiciel. Ils ne sont ni en capitales, ni en gras.
- Le texte ne doit pas être écrit en capitales (les noms de famille non plus), ni en gras, ni en italique, ni en « petit »…
- Le gras n'est utilisé que pour surligner le titre de l'article dans l'introduction, une seule fois.
- L'italique est rarement utilisé : mots en langue étrangère, titres d'œuvres, noms de bateaux, etc.
- Les citations ne sont pas en italique mais en corps de texte normal. Elles sont entourées par des guillemets français : « et ».
- Les listes à puces sont à éviter, des paragraphes rédigés étant largement préférés. Les tableaux sont à réserver à la présentation de données structurées (résultats, etc.).
- Les appels de note de bas de page (petits chiffres en exposant, introduits par l'outil «  Source ») sont à placer entre la fin de phrase et le point final[comme ça].
- Les liens internes (vers d'autres articles de Wikipédia) sont à choisir avec parcimonie. Créez des liens vers des articles approfondissant le sujet. Les termes génériques sans rapport avec le sujet sont à éviter, ainsi que les répétitions de liens vers un même terme.
- Les liens externes sont à placer uniquement dans une section « Liens externes », à la fin de l'article. Ces liens sont à choisir avec parcimonie suivant les règles définies. Si un lien sert de source à l'article, son insertion dans le texte est à faire par les notes de bas de page.
- La présentation des références doit suivre les conventions bibliographiques. Il est recommandé d'utiliser les modèles {{Ouvrage}}, {{Chapitre}}, {{Article}}, {{Lien web}} et/ou {{Bibliographie}}. Le mode d'édition visuel peut mettre en forme automatiquement les références.
- Insérer une infobox (cadre d'informations à droite) n'est pas obligatoire pour parachever la mise en page.

Pour une aide détaillée, merci de consulter Aide:Wikification.
Si vous pensez que ces points ont été résolus, vous pouvez retirer ce bandeau et améliorer la mise en forme d'un autre article.
Issouf Compaoré est un artiste chanteur et musicien burkinabè né le 19 mars 1954 à Ouagadougou. Il est considéré comme l’un des pionniers de la musique au Burkina Faso,,. 

## Biographie
Issouf Compaoré est né le 19 mars 1954 au quartier Zanguetin à Ouagadougou. Son père était un commerçant et sa mère une ménagère. 

### Jeunesse
Issue d’une famille modeste, le jeune Issouf quitte très tôt l'école pour travailler afin subvenir à ses besoins et aider sa famille. Il était plutôt doué pour la menuiserie. Un métier qu’il laissera pour se consacrer entièrement à la musique.
Pour compenser sons manque d’éducation académique, Issouf Compaoré va s'auto-instruire. Il passait une grande partie de son temps dans les bibliothèques et centres culturels qui existaient à l’époque. Il s’agit notamment du Centre Culturel Franco-Voltaïque (actuel institut Georges Méliès) et du centre culturel Américain.
Passionné de musique il est influencé par plusieurs styles musicaux et artistes à l’époque tels que Tabu Ley Rochereau, Johnny Hallyday, Françoise Hardy, James Brown et autres. Sa passion pour la musique lui vient aussi de sa mère qui aimait beaucoup fredonner des chansons traditionnelles. Avec des copains d’école, il avait créé le groupe de musique Black Pistol. Le groupe donnait des prestations dans de petites festivités du quartier.

### Carrière musicale
Il a 8 albums, plus de 200 chansons et plus de 1000 concerts à son actif,. 

## Distinctions
- De 1984 à 1988, il recevra successivement le 1er prix à la Semaine Nationale de la culture (SNC).
- Avril 2017, Trophée d’hommage des Trésors du Faso et FAMA d’hommage.
- En 2013, KANGO d’hommage et KUNDE d’honneur en avril de la même année.
- 4 août 1990 il est décoré de la médaille de Bronze du mérite du travail de la RDP.
- En 1999 il a été fait Chevalier de l’Ordre du Mérite des Arts des Lettres et de la Communication avec agrafe Musique et Danse[5].